# Protect the Land/Genocidal Humanoidz
Protect the Land/Genocidal Humanoidz är en dubbel A-sida-singel från 2020 av den amerikanska metalgruppen System of a Down. Dessa låtar markerar System of a Downs första nya utgivna material sedan Hypnotize, som släpptes i november 2005. Båda låtarna är skrivna av Daron Malakian och syftar till att väcka uppmärksamhet och ekonomiskt bistå Armenien och republiken Artsach/Nagorno-Karabach under kriget som rådde mellan republiken och Azerbajdzjan. Alla intäkter från låtarna gick till Hayastan All Armenian Fund (på armeniska: Հայաստան համահայկական հիմնադրամ) för att stötta de som hade drabbats av kriget.
"Protect the Land" var från början tänkt att ges ut på det nästkommande albumet av Daron Malakian and Scars on Broadway medan "Genocidal Humanoidz" skrevs 3–4 år tidigare under en jamsession med Malakian, Shavo Odadjian och John Dolmayan.
På framsidan på singeln syns både Nagorno-Karabachs flagga och monumentet Vi är våra berg av Sargis Baghdasaryan.

## Låtlista
Alla låtar är skrivna och komponerade av Daron Malakian, om inte annat anges. 
| Nr | Titel               | Längd |
| -- | ------------------- | ----- |
| 1. | Protect the Land    | 5:07  |
| 2. | Genocidal Humanoidz | 2:35  |